# Bino Skasa
Bino Skasa (fl. XX secolo) è stato un allenatore di calcio e calciatore austriaco, di ruolo difensore.

## Biografia
Aveva un fratello di nome Fritz anche lui calciatore.

## Carriera

### Calciatore
Iniziò a giocare nello Sturm Graz nel 1920 vincendo due Campionati della Stiria intervallati da una stagione giocata in Italia nelle file dell'Internazionale Napoli. Nel 1925 ritornò alla squadra austriaca.

### Allenatore
Nel 1924 abbandonò temporaneamente il calcio giocato in Austria, avendo avuto la chiamata del presidente Emilio Reale che gli affidò la guida dell'Internaples, dove tra l'altro fu talent scout di Attila Sallustro. Rientrò in patria dove giocò l'ultimo anno da calciatore, e nel 1926 fu chiamato alla guida del Napoli per sostituire il suo connazionale Anton Kreutzer. Nel 1928 restò nella città partenopea, dove allenò il Vomero nel Campionato Meridionale 1928-1929 avendo alle sue dipendenze un giovanissimo Silverio Tricoli.

Successivamente allenò anche i francesi dell'Antibes in Division 1 e gli austriaci del Leoben.

## Palmarès

### Competizioni regionali
- Campionato della Stiria: 2

Sturm Graz: 1920-1921, 1922-1923